# Ян Че Хун
Ян Че Хун (кор. 양재훈; нар. 3 травня 1981) — південнокорейський борець вільного стилю, триразовий срібний призер чемпіонатів Азії.

## Життєпис
Боротьбою почав займатися з 1995 року.
Тренер — Чан Че Сон.

## Спортивні результати на міжнародних змаганнях

### Виступи на Чемпіонатах світу
| Змагання                        | Збірна         | Вагова категорія          | Місце |
| ------------------------------- | -------------- | ------------------------- | ----- |
| Чемпіонат світу з боротьби 2003 | Південна Корея | вільна боротьба, до 55 кг | 12    |
| Чемпіонат світу з боротьби 2005 | Південна Корея | вільна боротьба, до 55 кг | 7     |
| Чемпіонат світу з боротьби 2014 | Південна Корея | вільна боротьба, до 61 кг | 20    |
| Чемпіонат світу з боротьби 2015 | Південна Корея | вільна боротьба, до 61 кг | 10    |

### Виступи на Чемпіонатах Азії
| Змагання                       | Збірна         | Вагова категорія          | Місце  |
| ------------------------------ | -------------- | ------------------------- | ------ |
| Чемпіонат Азії з боротьби 2003 | Південна Корея | вільна боротьба, до 55 кг | Срібло |
| Чемпіонат Азії з боротьби 2008 | Південна Корея | вільна боротьба, до 55 кг | Срібло |
| Чемпіонат Азії з боротьби 2013 | Південна Корея | вільна боротьба, до 60 кг | Срібло |
| Чемпіонат Азії з боротьби 2015 | Південна Корея | вільна боротьба, до 61 кг | 9      |
| Чемпіонат Азії з боротьби 2016 | Південна Корея | вільна боротьба, до 65 кг | 11     |

### Виступи на інших змаганнях
| Змагання                                                         | Збірна         | Вагова категорія          | Місце  |
| ---------------------------------------------------------------- | -------------- | ------------------------- | ------ |
| Кубок Азії з боротьби 2003                                       | Південна Корея | вільна боротьба, до 55 кг | 5      |
| Олімпійський кваліфікаційний турнір з боротьби 2004 (Братислава) | Південна Корея | вільна боротьба, до 55 кг | 25     |
| Helsinki Open 2011                                               | Південна Корея | вільна боротьба, до 60 кг | Золото |